# James Oliver Van de Velde
James Oliver Van de Velde (3 de abril de 1795 - 13 de noviembre de 1855) fue un obispo católico estadounidense nacido en Bélgica. Se desempeñó como el segundo obispo católico de Chicago entre 1849 y 1853. Viajó a Roma en 1852 y solicitó al Papa un traslado a un clima más cálido, debido a su salud. En 1853 se concedió el traspaso; Van de Velde se convirtió en obispo de la diócesis de Natchez, en Misisipi, donde sirvió hasta su muerte dos años después.

## Infancia
Su nombre completo, casi nunca mencionado en ningún material sobre su vida o carrera religiosa, era John Andrew James Oliver Benedict Rottheir Van de Velde. Nació el 3 de abril de 1795 en Lebbeke, cerca de Dendermonde, luego en los Países Bajos Austríacos y ahora en Bélgica. Pronto fue entregado a una "tía piadosa" para criarlo en Sint-Amands, en Flandes. Un sacerdote, que huía de la Revolución Francesa, se alojaba con la misma familia y animó al muchacho a ser devoto. A la edad de diez años, Van de Velde fue enviado a un internado en Gante. Lo hizo tan bien que a la edad de dieciocho años estaba enseñando francés y flamenco.
Llevaba poco tiempo enseñando cuando la Batalla de Waterloo cambió la situación política de los Países Bajos. Bélgica se reunió con los Países Bajos bajo Guillermo de Orange. Planeando emigrar a Inglaterra o Italia, Van de Velde comenzó a estudiar inglés e italiano. Sin embargo, un director de seminario lo convenció de quedarse en Bélgica y enseñar latín, francés y flamenco, mientras estudiaba religión con la posibilidad de ser sacerdote.

## Educación
En 1815, Van de Velde comenzó a asistir al famoso Seminario Arzobispal de Malinas. Dos años más tarde, fue uno de los estudiantes seleccionados por el padre Charles Nerinckx, un misionero que se dirigió a las Américas el 16 de mayo de 1817. El plan inicial era que Van de Velde completara sus estudios teológicos en un seminario en Bardstown, Kentucky. Sin embargo, mientras cruzaba el Atlántico en el bergantín Mars, Van de Velde cayó durante una tormenta y "se le reventó un vaso sanguíneo", lo que provocó tal pérdida de sangre que, al llegar a América, quedó demasiado débil para hacer el viaje por tierra a Kentucky. En cambio, se retiró al Seminario de St. Mary en Baltimore para recuperarse. La tormenta había sido tan violenta que el barco estuvo a la deriva durante tres días sin velas ni timón hasta que se pudieron reparar. Además, Van de Velde sufrió mareos durante un mes completo de la travesía.
El padre Nerinckx aconsejó a Van de Velde que ingresara al Georgetown College y al noviciado de la Compañía de Jesús en lugar del seminario de Bardstown. Después de completar su noviciado jesuita de dos años en la Universidad de Georgetown en Washington D. C., Van de Velde continuó sus estudios académicos y teológicos durante ocho años más.

## Sacerdocio

### Noviciado
Mientras estaba en Bélgica, Van de Velde había sido mentor de un joven llamado Judocus Francis Van Assche. El padre Nerinckx estaba haciendo un viaje de financiación a Bélgica en 1820 y entregó una carta de Van de Velde a Van Aasche en la que instaba encarecidamente a su antiguo alumno a unirse a Van de Velde en la nueva tierra. Aunque Van Assche recibió la carta en julio de 1820, no fue hasta el 23 de septiembre de 1821 que llegó a Filadelfia. Durante el retraso, Van Aasche pudo reclutar a otros ocho hombres para que lo acompañaran a él y a Nerinckx en su regreso a Estados Unidos. El propio padre Nerinckx había reclutado a dos hombres para que se convirtieran en hermanos laicos en su propia misión de Loretto en Kentucky. Sin embargo, después de su llegada a Filadelfia, los dos grupos se separaron brevemente. El grupo de nueve de Van Assche tomó un barco de vapor a Baltimore, donde el arzobispo Maréchal intentó que Van Assche y sus compañeros de viaje se quedaran y asistieran a su seminario. Dos hombres estuvieron de acuerdo, uno sabiendo que no podría unirse al noviciado jesuita debido a una deuda pendiente con su propio hermano.
Los siete restantes viajaron por tierra en carruaje para unirse a Van de Velde en Georgetown en Washington D. C. El padre Nerinckx, quien había aconsejado a los jóvenes a bordo que prefirieran la Compañía de Jesús a cualquier otra oportunidad eclesiástica, se había separado temporalmente del grupo cuando desembarcaron. en Filadelfia, y ahora los visitó en el seminario jesuita en White Marsh, Maryland, para felicitarlos antes de regresar a Kentucky, desde donde había comenzado su "viaje de mendicidad" más de un año antes. Los siete habían comenzado allí sus períodos de prueba el 6 de octubre de 1821.
La contratación de siete nuevos candidatos de Europa sobre la base de una sola carta de Van de Velde fue un logro impresionante. En ese momento apenas había terminado su propio noviciado de dos años con la orden. Este contingente finalmente se convertiría en el núcleo de la presencia misionera jesuita en Misuri.

### Bibliotecario
Desde el período de 1818 a 1831, Van de Velde fue bibliotecario del Georgetown College, y se enorgullecía de señalar que cuando comenzó, era "un mero puñado de unos doscientos libros y [él] le dejó en 1831 una gran colección de veinte mil volúmenes". También dominaba numerosos idiomas en los que predicaba y escribía: inglés, flamenco, francés, alemán, italiano, español y latín.

### Ordenación
Van de Velde fue ordenado el 25 de septiembre de 1827 por el mismo arzobispo Ambrose Maréchal de Baltimore que había ofrecido educación en el seminario a los hombres belgas que Van de Velde reclutó con éxito para los jesuitas. Después de su ordenación, Van de Velde completó su educación en Georgetown y, durante dos años, fue capellán de la cercana Georgetown Visitation Preparatory School, una escuela para niñas católicas. En 1829, se hizo cargo de las misiones de Rockville y Rock Creek en el condado de Montgomery, Maryland.

## Profesor
En 1831, Van de Velde fue enviado a una cátedra en el nuevo Colegio Jesuita de San Luis, Misuri. donde enseñó retórica y matemáticas. El colegio se convirtió en la Universidad de San Luis en 1833. Van de Velde se convirtió en miembro profeso de los jesuitas al tomar sus votos perpetuos en 1837, y en 1840, fue presidente de la Universidad de San Luis.

## Viceprovincial
Van de Velde siguió ascendiendo en las filas de su orden. En 1843 se convirtió en Viceprovincial de la Compañía de Jesús. Tres años más tarde, como Provincial Occidental de los jesuitas, asistió a un importante concilio en Baltimore. Regresó a San Luis con un itinerario difícil en tren a través de Boston, Albany y Detroit, llegando a Chicago el 13 de junio de 1846. Fue recibido allí por el obispo de Chicago, William Quarter. Tres días después, Van de Velde partió en diligencia para el viaje de Chicago a San Luis. Dos años después de su breve reunión, el obispo Quarter de Chicago murió repentinamente el 10 de abril de 1848. La bula papal que anunciaba el nombramiento de Van de Velde como próximo obispo de Chicago llegó a los Estados Unidos en diciembre de 1848.

## Obispados
El 11 de febrero de 1849, domingo de Sexagésima, Van de Velde fue consagrado obispo de Chicago en la Iglesia de San Francisco Javier, adscrita a la Universidad de San Luis. La consagración fue realizada por Peter Richard Kenrick, Arzobispo de San Luis.

### Patrón pastoril
De camino a Chicago, Van de Velde se detuvo y dijo misa en las regiones del sur de su nueva diócesis; en San Luis, Misuri y en las ciudades de Illinois de Cahokia, Kaskaskia y Quincy. Predicó en inglés, alemán y francés. Llegó a Chicago el viernes 30 de marzo de 1849. Estas primeras semanas marcaron un patrón para sus actividades pastorales como obispo: realizaría notables hazañas de viajes dentro de Illinois para ministrar a una población católica muy pobre y escasa de sacerdotes. Viajó en "paquete fluvial, etapa, carruaje, 'vagón de barro' y, hacia el final, ocasionalmente por ferrocarril", a pesar de su mala salud y las condiciones climáticas extremas de Illinois. Viajaba a caballo cuando era necesario y dormía en el camino o en los carros de barro. Dijo misa para los alemanes en el capitolio del estado, Springfield, y se sorprendió al saber que algunos de ellos no habían tenido acceso a un sacerdote durante cuatro años.

### Planes para su rebaño
Instalado como obispo el Domingo de Ramos de 1849, dos días después de su llegada a la ciudad, Van de Velde no permaneció mucho tiempo en Chicago. El brutal clima invernal allí agravó su reumatismo hasta el punto de que, no una, sino dos veces, pidió al Papa que le permitiera renunciar como obispo de Chicago y volver a ser simplemente un jesuita. A pesar de su incomodidad física, Van de Velde se embarcó (y en gran medida tuvo éxito) en el cumplimiento de sus muchos planes resueltos:
- la construcción de docenas de iglesias en todo Illinois,
- el comienzo de lo que se convertiría en un importante hospital que, en los años siguientes, se convirtió en Rush Medical College y continuó utilizando a las Hermanas de la Misericordia como personal de enfermería,
- creando orfanatos para niños y niñas que quedaron sin familia y sin hogar después de la epidemia de cólera de 1849.[6]

### Conferencia de Baltimore
El 30 de abril de 1852, informó a los fieles de su sede de Chicago de su intención de ir a Roma después de una conferencia plenaria nacional del clero católico que se celebraría en Baltimore. Nombró a un "Administrador y Vicario General", el Padre PT (Patrick Thomas) McElhearne, para que fuera su agente hasta su regreso. Estuvo fuera hasta diciembre de 1852.
La conferencia de Baltimore comenzó el 9 de mayo de 1852. Entre los temas decididos por el Consejo Plenario estaba que Illinois debería dividirse en dos obispados; Chicago en el norte y Quincy en el sur. Sin embargo, Van de Velde creía que esta reducción de su carga de trabajo no resolvería satisfactoriamente sus problemas de salud. Como se supo que planeaba visitar Europa y solicitar al Papa su deseo de renunciar a su obispado, Van de Velde fue elegido por el Primer Concilio Plenario de Baltimore para llevar los decretos propuestos por la Iglesia en los Estados Unidos a Roma para la aprobación papal. Partió a fines de la primavera y regresó el 28 de noviembre de 1852.

### Roma
Van de Velde tuvo dos audiencias con el Papa Pío IX y reiteró sus problemas de salud. El Papa mostró la "mayor afabilidad". Si no se permitía al obispo Van de Velde renunciar por completo al obispado, abogó por una transferencia. Un año después de su regreso a Chicago (a fines de 1852) fue instalado como obispo en el estado de clima cálido de Misisipi. El obispo Van de Velde fue designado para hacerse cargo de la diócesis de Natchez, Misisipi, el 29 de julio de 1853, un año después de la muerte del obispo John Joseph Chanche, el obispo fundador en ese estado. El obispo Van de Velde salió de Chicago el 3 de noviembre y llegó a Natchez el 23 de noviembre de 1853 y tomó posesión formal de su sede el 18 de diciembre.
A Van de Velde le tomó veinte meses desde que asistió al Concilio Plenario de 1852 y les pidió que respaldaran su solicitud de renuncia a la Sede de Chicago para llegar a Natchez y asumir su nuevo obispado. El proceso de su transferencia a Natchez fue largo y arduo, y ciertamente excedió el tiempo que realmente fue obispo allí.

### Natchez, Misisipi
El nuevo obispo de Natchez inició un programa ambicioso y muy necesario de adquisición de terrenos y reparaciones de las propiedades de la iglesia. Uno de sus logros fue reunir los huesos en la superficie del suelo en el antiguo cementerio español y depositarlos en una cripta debajo del santuario de la Catedral de Santa María. Pero, el 23 de octubre de 1855, solo unos meses después de su llegada, resbaló en los escalones de la entrada de su residencia y se rompió la pierna. La fiebre amarilla era una epidemia en la ciudad en ese momento y había matado a cuarenta de sus feligreses. El obispo Van de Velde, que ya padecía una leve fiebre por la inflamación de su pierna rota, contrajo también la fiebre amarilla. El obispo Van de Velde hizo su confesión final dos veces, una por la tarde y otra por la mañana, y el joven sacerdote junto a su cama informó que él mismo estaba tan abrumado que el obispo tuvo que ayudarlo con la redacción del ritual de los últimos ritos. . Inicialmente incapaz de comulgar debido a la gravedad de sus síntomas, el joven sacerdote consideró una bendición especial que Van de Velde se recuperara lo suficiente como para poder aceptar el sacramento justo antes de su muerte.

## Muerte
Con su muerte solo 23 meses después de su llegada a Natchez, el obispo Van de Velde tuvo poco tiempo para tener un impacto duradero en su nueva diócesis. A las 7 a. m. del 15 de noviembre de 1855, después de semanas de fiebre y cinco horas finales de paroxismos y desvanecimientos de la conciencia, Van de Velde expiró el día de la fiesta de San Estanislao, a quien, según los informes, acababa de completar una novena. Tenía sesenta años.
Su cuerpo fue puesto a la vista con lujosas vestimentas con los ojos aún parcialmente abiertos y su ataúd exhibido inclinado, "para dar la impresión de estar parcialmente erecto", según una carta enviada a Europa por un sacerdote jesuita informando a su compañero. jesuitas y otros católicos europeos de la muerte de Van de Veldes. Su velatorio duró hasta bien entrada la noche y fue enterrado al día siguiente, 14 de noviembre, después de una misa fúnebre cantada en la Catedral de Santa María por el arzobispo de Nueva Orleans, Anthony Blanc.